# Voo Korean Air 801
O Voo Korean Air 801 foi um voo regular de passageiros operado pela Korean Air. Em 6 de agosto de 1997, um Boeing 747-300 fazendo a rota caiu na aproximação do Aeroporto Internacional Antonio B. Won Pat, no território norte-americano de Guam, matando 229 das 254 pessoas a bordo. A aeronave caiu em Nimitz Hill, Asan, Guam, enquanto se aproximava do aeroporto. O Conselho Nacional de Segurança nos Transportes (NTSB) cita a deficiente comunicação entre a tripulação de voo como causa provável para o acidente, juntamente com a má decisão do capitão na aproximação por instrumentos.

## Aeronave e tripulação

### Aeronave

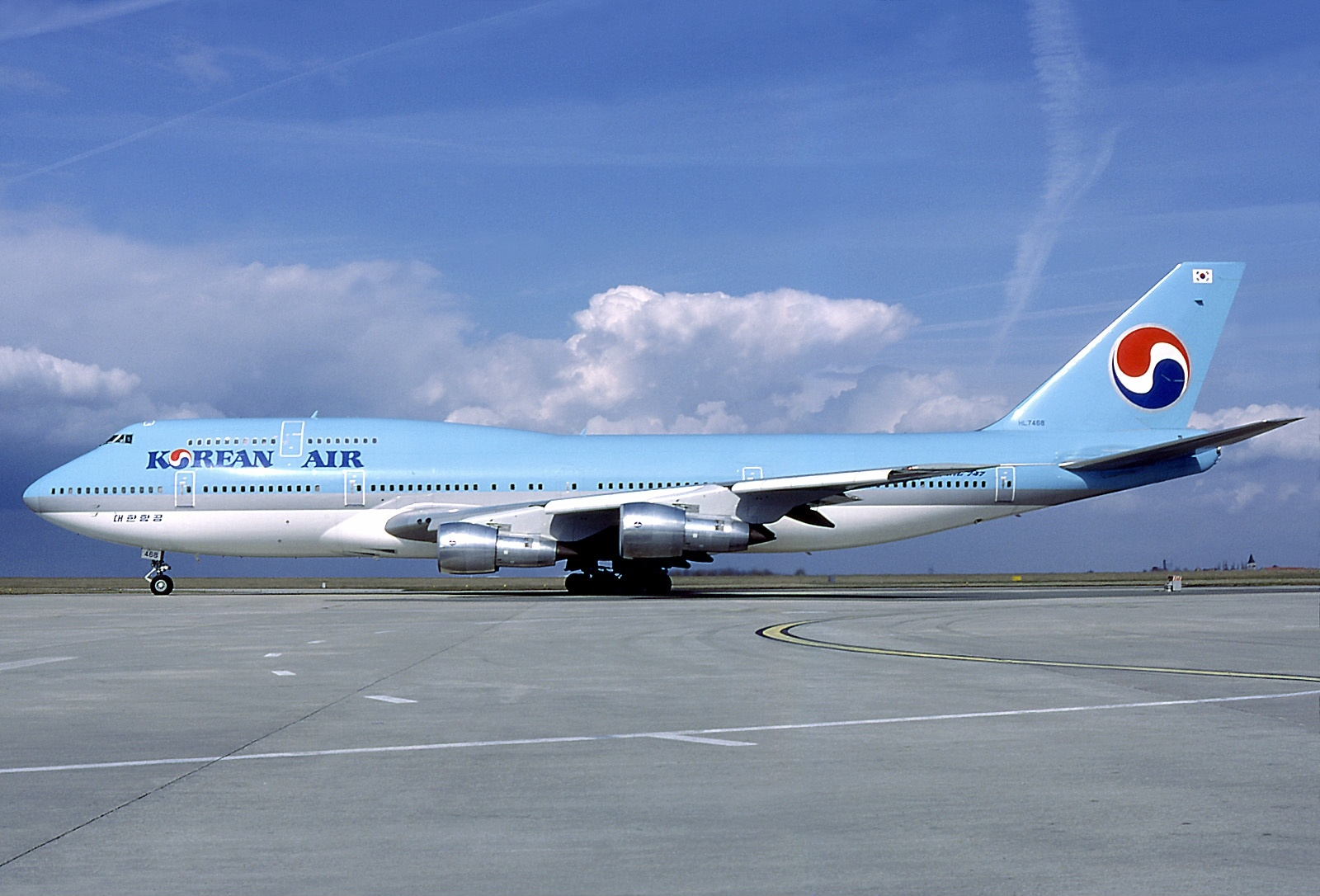
A aeronave envolvida no acidente, HL7468, taxiando no Aeroporto de Paris Charles de Gaulle em 1985

O voo 801 era normalmente operado por um Airbus A300. Quando a Korean Air havia programado o voo de 5 a 6 de agosto para transportar os atletas Chamorro para os Jogos do Pacífico na Samoa Americana, a companhia aérea designou o HL7468, um Boeing 747-3B5 de 12 anos entregue à Korean Air em 12 de dezembro de 1984, para realizar a rota naquela noite.

### Tripulação
O voo estava sob o comando do capitão Park Yong-chul de 42 anos. O capitão tinha perto de 9 000 horas de voo, 3 192 delas no Boeing 747, e havia recebido recentemente o prêmio Flight Safety Award por lidar uma falha no motor do 747 em baixa altitude. Park tinha sido originalmente programado para voar para Dubai, nos Emirados Árabes Unidos. Como não teve descanso suficiente para a viagem de Dubai, ele foi transferido para o voo 801. O primeiro oficial era Song Kyung-ho, de 40 anos, que tinha mais de 4 000 horas de experiência de voo, com 1 560 horas no Boeing 747, e o engenheiro de voo era Nam Suk-hoon de 57 anos, um piloto veterano com mais de 13 000 horas de voo, incluindo 1 573 horas no Boeing 747.

## Acidente
O voo 801 partiu do Aeroporto Internacional de Seul-Kimpo às 20h53 (21h53, horário de Guam) em 5 de agosto a caminho de Guam. Transportava três tripulantes (os dois pilotos e o engenheiro de voo), 14 comissários de bordo e 237 passageiros de 4 países, totalizando 254 pessoas. Dos passageiros, três eram crianças com idades entre 2 e 12 anos e três tinham 24 meses ou menos. Seis dos passageiros eram comissários de bordo da Korean Air, que estavam viajando.
O voo passou por alguma turbulência, mas transcorreu sem intercorrências até pouco depois da 1h00 do dia 6 de agosto, quando o jato se preparava para pousar. Havia forte chuva em Guam, portanto a visibilidade foi reduzida significativamente e a tripulação tentou um pouso por instrumentos. O sistema de pouso por instrumentos para a pista 6L estava fora de serviço. O capitão Park acreditava que estava em serviço, no entanto, à 1h35 da madrugada conseguiu captar um sinal que mais tarde foi identificado como sendo de um dispositivo eletrônico irrelevante no solo. A tripulação notou que a aeronave estava descendo muito abruptamente e notou várias vezes que o aeroporto "não estava à vista". Apesar das sugestões do engenheiro de voo Nam de que o sinal detectado não era o indicador de glideslope, Park pressionou e às 1h42, a aeronave colidiu com Nimitz Hill, cerca de 3 milhas náuticas (5,6 km) da pista, a uma altitude de 660 pés (200 m).
Das 254 pessoas a bordo, 229 morreram como resultado do acidente. Um sobrevivente, Hyun Seong Hong de 36 anos, dos Estados Unidos, ocupou o assento 3B na primeira classe e disse que o acidente ocorreu tão rapidamente que os passageiros "não tiveram tempo de gritar" e comparou o acidente a "uma cena de um filme".

## Resgate

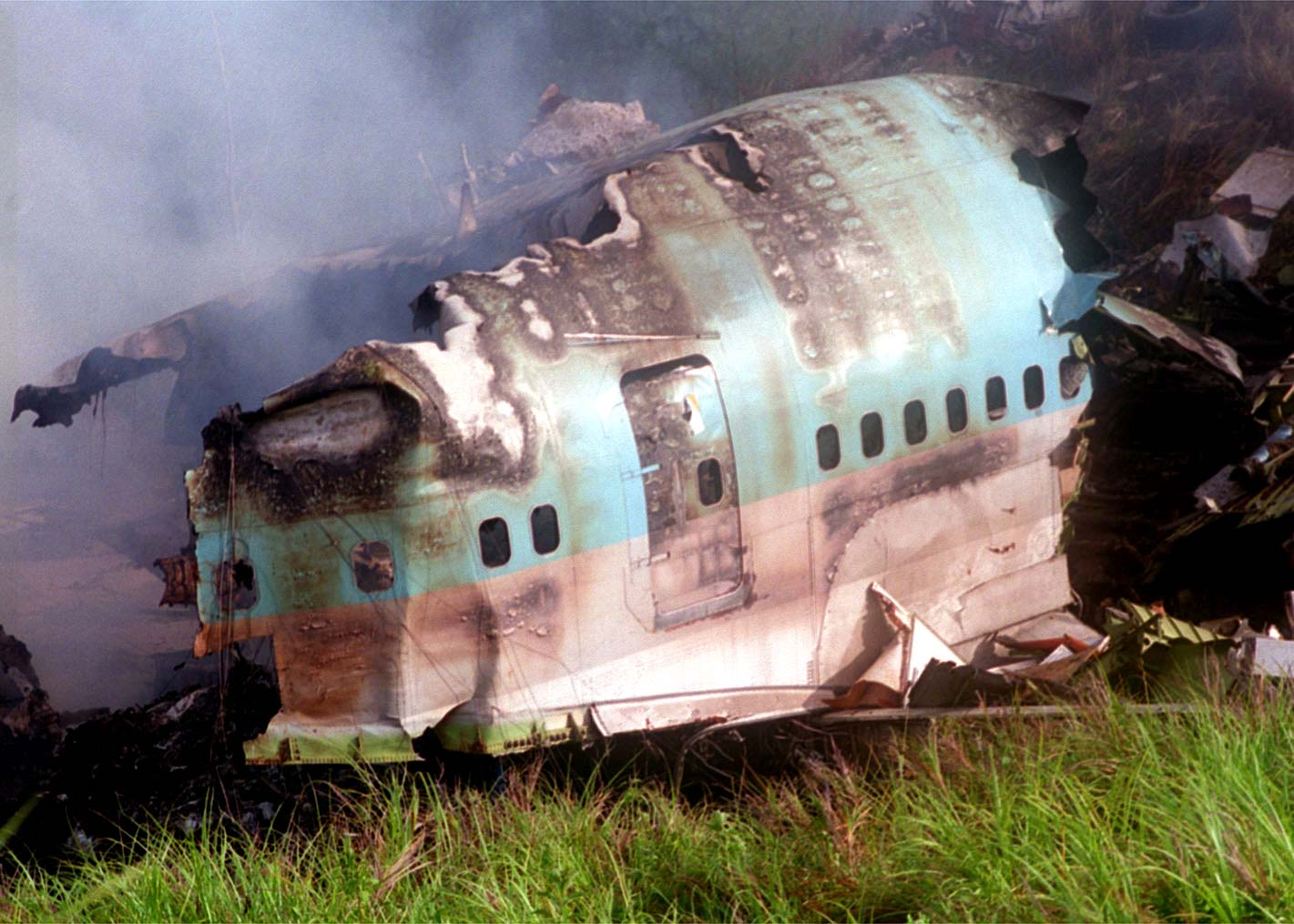
Os destroços do HL7468 em chamas no local do acidente em Sasa Valley

O esforço de resgate foi prejudicado pelo clima, terreno e outros problemas. Os veículos de emergência não puderam se aproximar devido a um duto de combustível destruído pelo avião e bloqueando a estrada estreita. Os Seabees da Marinha dos Estados Unidos foram alguns dos primeiros a chegarem ao local, pois utilizaram seu equipamento de movimentação de terras para limpar estradas e madeira da aproximação do local do acidente. Os Seabees usaram retroescavadeiras para abrir o avião ainda em chamas para resgatar os sobreviventes e ergueram tendas mortuárias para os primeiros socorros. Houve confusão sobre a administração do esforço. O acidente ocorreu em um terreno de propriedade da Marinha dos Estados Unidos, mas as autoridades civis inicialmente reivindicaram autoridade. O casco havia se desintegrado e combustível de jato nos tanques das asas provocou um incêndio que ainda ardia oito horas após o impacto.

### Rika Matsuda
O governador Carl Gutierrez encontrou Rika Matsuda, do Japão, de 11 anos, que embarcou no voo com sua mãe, Shigeko, de 44 anos. Eles estavam indo para Guam de férias. Rika Matsuda descreveu o que aconteceu com ela e sua mãe aos intérpretes. Shigeko não conseguiu se livrar da aeronave e disse a Rika para fugir. A bagagem empilhada sobre a menina e sua mãe quando o acidente ocorreu, Rika Matsuda disse que sua mãe, incapaz de se libertar, pediu que ela fosse embora. Shigeko morreu no incêndio.  Depois de escapar da aeronave, Rika então encontrou um comissário de bordo sobrevivente, Lee Yong Ho. Eles ficaram juntos até Gutierrez os encontrar. Rika Matsuda, tratada no Hospital Memorial de Guam em Tamuning, recebeu alta em 7 de agosto de 1997 e se reuniu com seu pai, Tatsuo Matsuda. Os dois foram então escoltados até a Casa do Governador, onde foram os hóspedes de Gutierrez e da Primeira Dama de Guam, Geri Gutierrez, por vários dias. Depois, Rika e Tatsuo Matsuda retornaram ao Japão.

## Investigação e provável causa
O Conselho Nacional de Segurança nos Transportes (NTSB) investigou o acidente.
Uma observação meteorológica especial feita às 01:32, dez minutos antes do impacto, relatou:
Vento 090° a 6 nós; visibilidade -7 milhas; clima atual - chuvas próximas; condição das nuvens - dispersos a 1 600 pés, espalhados a 2 500 pés, nublado 5 000 pés [acima do nível do solo]; temperatura -27 °C; ponto de orvalho -25 °C; configuração do altímetro 29,85 polegadas; observações - chuvas nas proximidades noroeste-nordeste.
Outra observação meteorológica especial feita às 01h47, cinco minutos após o impacto, relatou:
Vento variável a 4 nós; visibilidade -5 milhas; clima atual - chuva leve; condição das nuvens - poucos a 1 500 pés, espalhados por 2 500 pés, nublado 4 000 pés; temperatura 26 °C; ponto de orvalho 24 °C; altímetro de 29,85 polegadas.
A tripulação estava usando um mapa de voo desatualizado que não tinha um símbolo de obstrução de 724 pés representado no NIMITZ VOR e esse mapa indicava que a Altitude Segura Mínima ao cruzar o VOR NIMITZ para uma aeronave pousando era de 1 300 pés (400 m) em oposição ao altitude atualizada de 1 440 pés (440 m). O voo 801 caiu perto do VOR NIMITZ, que está situado em Nimitz Hill a uma altura de 680 pés (210 m) às 01h42, quando desceu abaixo da altitude mínima segura de 1 440 pés (440 m) durante sua aproximação de pouso. O relatório também identificou que o comandante pode ter acreditado erroneamente que o avião estava mais próximo do aeroporto do que estava e que pode ter havido confusão sobre a localização do DME em relação ao aeroporto, com a tripulação antecipando o VOR/DME ser localizado no aeroporto. O DME estava localizado no NIMITZ VOR a cerca de 6,1 km do aeroporto e tal configuração não fazia parte do treinamento do simulador da Korean Air, o treinamento da tripulação para tais aproximações de não precisão foi realizado em cenários onde o DME estava localizado no aeroporto. No entanto, as distâncias DME corretas foram mostradas na carta de aproximação.
O NTSB criticou em relação ao monitoramento da aproximação pela tripulação de voo e ainda mais crítico em relação ao motivo pelo qual o primeiro oficial e o engenheiro de voo não desafiaram o capitão por seus erros. Mesmo antes do acidente, o programa de gerenciamento de recursos da tripulação da Korean Air já estava tentando promover uma atmosfera livre entre a tripulação de voo, exigindo que o primeiro oficial e o engenheiro de voo desafiassem o capitão se se sentissem preocupados. No entanto, a tripulação de voo só começou a desafiar o capitão seis segundos antes do impacto, quando o primeiro oficial sugeriu ao capitão a fazer uma aproximação frustrada. De acordo com o gravador de voz da cabine, a tripulação sugeriu ao comandante que ele havia cometido um erro, mas não o avisou explicitamente. A tripulação de voo teve a oportunidade de ser mais agressiva em seu desafio e o primeiro oficial ainda teve a oportunidade de assumir o controle da aeronave e executar uma aproximação frustrada, o que teria evitado o acidente, mas ele não o fez. Apesar de examinar a cultura de segurança da Korean Air e os incidentes anteriores, o NTSB foi incapaz de determinar as razões exatas pelas quais a tripulação de voo falhou em desafiar o capitão, mas ao mesmo tempo observou que "os problemas associados com oficiais subordinados desafiando um capitão são bem conhecidos".
O erro do controle de tráfego aéreo também influenciou no acidente. O controlador de aproximação, Kurt James Mayo, de 39 anos, não deu um aviso de posição à tripulação de voo, que os teria aconselhado a cruzar a verificação de sua posição no radar com a de outros instrumentos de voo. Além disso, ele deveria monitorar o voo mesmo depois que eles mudassem para a frequência da torre, o que poderia ter permitido que ele alertasse a resposta de resgate. Mayo não monitorou o voo no visor do radar do terminal, que mostrava o terreno na área porque o serviço de radar havia sido encerrado na época. O controlador da torre, Marty Irvin Theobald, com 39 anos, também foi criticado por não alertar a tripulação, já que Mayo não sabia da baixa altitude da aeronave e não forneceu um alerta a ele.

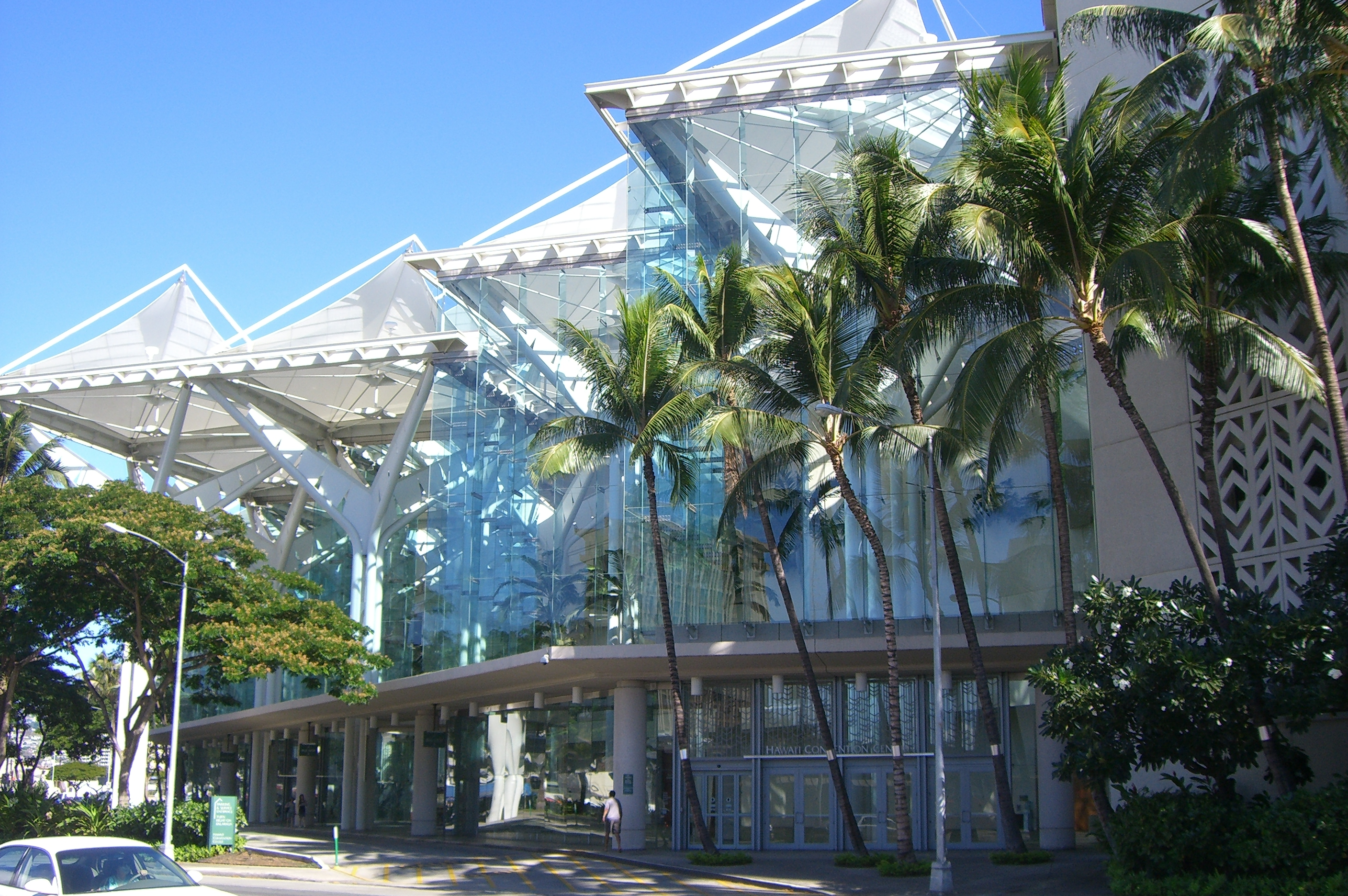
O Centro de Convenções do Havaí, onde o NTSB realizou suas audiências públicas do voo 801.

O NTSB apresentou suas conclusões em 24, 25 e 26 de março de 1998, no Centro de Convenções do Havaí, em Honolulu.
A seção do relatório intitulada "Causa Provável" concluiu:
O Conselho Nacional de Segurança nos Transportes determina que a causa provável deste acidente foi a falha do capitão em informar e executar adequadamente a aproximação de não precisão e a falha do primeiro oficial e do engenheiro de vôo em monitorar e verificar de forma eficaz a execução da aproximação pelo capitão. Contribuíram para essas falhas o cansaço do capitão e o treinamento inadequado da tripulação de voo da Korean Air. Contribuiu para o acidente a inibição intencional da Administração Federal de Aviação  sistema de alerta de altitude mínima segura em Guam e a falha do controlador em gerenciar o sistema de forma adequada.
O relatório da investigação afirmou que um fator contribuinte foi que o sistema de Alerta de Altitude Mínima Segura do controle de tráfego aéreo no Aeroporto Internacional Antonio B. Won Pat foi deliberadamente modificado de modo a limitar alarmes falsos e não pôde detectar uma aeronave se aproximando que estava abaixo do mínimo seguro altitude. A causa provável do acidente foi a má execução do capitão da aproximação por instrumentos, a fadiga do capitão, comunicação deficiente entre a tripulação de voo e a falta de treinamento da tripulação de voo da Korean Air.

## Passageiros

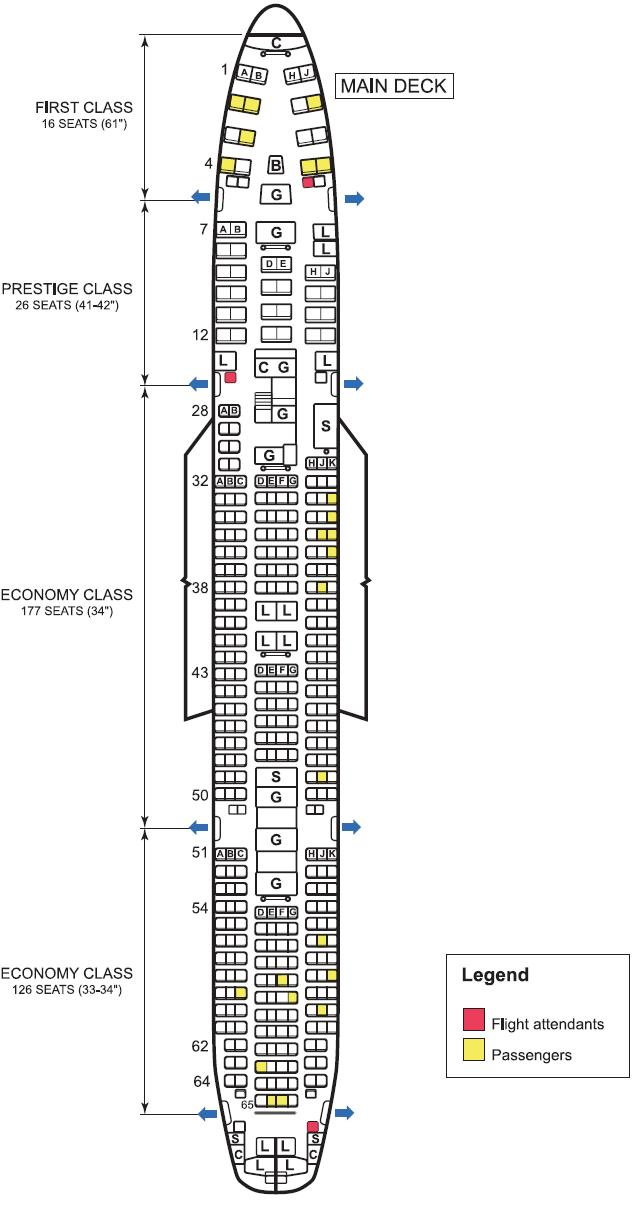
Localização dos assentos dos sobreviventes

### Mortos e feridos
Das 254 pessoas a bordo, 223 dos 209 passageiros e 14 tripulantes, todos os três tripulantes de voo e 11 comissários de cabine, morreram no local do acidente.
Dos 31 ocupantes encontrados vivos pelas equipes de resgate, dois morreram a caminho do hospital e outros três no hospital.  Entre os sobreviventes, 16 sofreram queimaduras. Os 26 sobreviventes foram inicialmente tratados no Hospital Memorial de Guam em Tamuning ou no Hospital Naval dos EUA em Agana Heights. Quatro foram posteriormente transferidos para o US Army Burn Center em San Antonio, Texas, e oito para o Hospital Universitário em Seul. Em 10 de outubro daquele ano, um passageiro morreu devido aos ferimentos, elevando o número de mortos para 229 e o número de sobreviventes para 25.
22 passageiros e três comissários de bordo sobreviveram ao acidente com ferimentos graves.

### Passageiros notáveis
Shin Ki-ha, parlamentar sul-coreano por quatro mandatos e ex-líder do Congresso Nacional de Novas Políticas, viajava com sua esposa e cerca de 20 membros do partido. Shin e sua esposa morreram no acidente.

### Identificação e repatriação dos corpos
Em 13 de agosto de 1997, doze conjuntos de restos mortais foram levados ao aeroporto de Guam sendo preparados para serem transportados de volta a Seul. Clifford Guzman, assessor do governador, disse que dois dos 12 foram levados de volta ao necrotério. Dos 10, um foi identificado incorretamente e teve que ser trocado antes da decolagem. Os 10 corpos transportados para Seul eram de sete passageiros e três comissárias de bordo. Na mesma data, um oficial de assuntos familiares do NTSB chamado Matthew Furman disse que no total, até aquela data, 46 corpos foram identificados.

## Após o acidente

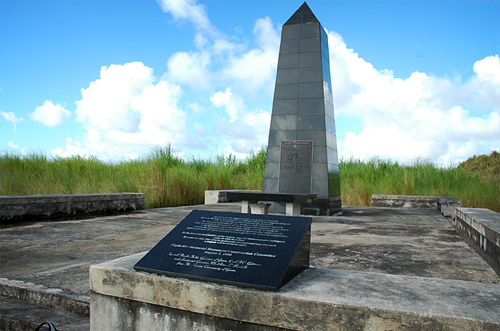
Memorial do Voo Korean Air 801 em Asan

Após o acidente, a companhia aérea forneceu vários voos para cerca de 300 familiares para que eles pudessem visitar o local do acidente.
Em 13 de agosto de 1997, cinquenta pessoas fizeram uma manifestação no Aeroporto de Guam, dizendo que a recuperação dos mortos estava muito demorada. Eles se sentaram em cobertores e folhas de papel no balcão da Korean Air.

## Legado
Em 5 de agosto de 1998, quando o acidente completou um ano, um obelisco de mármore preto foi inaugurado no local do acidente como um memorial às vítimas.[carece de fontes?]
Após o acidente, os serviços da Korean Air para Guam foram suspensos por mais de quatro anos, levando à redução dos gastos do turista em Guam e à redução das receitas da Korean Air. Quando os serviços de Seul a Guam foram retomados em 28 de dezembro de 2001, o número do voo foi alterado para 805. O número do voo para a rota Seul-Guam agora é 111 e opera no Aeroporto Internacional de Incheon em vez de Gimpo, usando um Boeing 777-300 ou um Airbus A330.
Em 2000, uma ação judicial foi encerrada no valor de 70 milhões de dólares americanos em nome de 54 famílias contra a companhia aérea.
O neozelandês Barry Small, piloto de helicóptero e sobrevivente do acidente, fez lobby por um armazenamento mais seguro de álcool isento de impostos e reprojetos de travessas nos assentos de aviões. Ele disse que o armazenamento de álcool isento de impostos no voo 801 contribuiu para a propagação do fogo e as travessas feriram os passageiros a ponto de não conseguirem escapar da aeronave. O próprio Small se feriu ao quebrar a perna em uma das travessas durante a queda, mas ainda conseguiu escapar da aeronave.
O governo de Guam mudou seu site sobre o acidente da Korean Air depois que o programa Spamcop alertou o governo que o spam da fraude nigeriana usava o link do site como parte de um golpe. E-mails fraudulentos usavam nomes de passageiros, como Sean Burke, como parte do golpe.
Após o acidente do Korean Air 801, foi trazido à atenção do NTSB que as companhias aéreas estrangeiras voando dentro e fora dos EUA não estavam cobertas pela Lei de Assistência à Família de Desastres de Aviação de 1996 e a Korean Air não tinha um plano para lidar com a situação que encontraram. Como resultado, o Congresso dos Estados Unidos aprovou a Lei de Apoio à Família de Transportadoras Aéreas Estrangeiras de 1997 para exigir que essas transportadoras apresentem planos de assistência familiar e cumpram os mesmos requisitos de apoio familiar que as companhias aéreas domésticas. A Lei não apenas garante que todas as vítimas e familiares serão tratados com igualdade, independentemente da transportadora que usam, também impele muitas operadoras que podem não ter pensado sobre as questões de assistência familiar a dar a devida consideração em seus planos de resposta a emergências.

## Na cultura popular
- Malcolm Gladwell discute a queda no contexto dos efeitos culturais nas estruturas de poder em seu livro Outliers.[36]
- A série de TV Mayday! Desastres Aéreos dramatizou o acidente em um episódio de 2007 intitulado "Final Approach", embora também tenha sido intitulado "Missed Approach" para o episódio de Air Disasters, e "Blind Landing" para o Reino Unido.[6] No Brasil, o episódio é intitulado como "Sem Controle".[37]